# Rebecca Masika Katsuva
Rebecca Masika Katsuva (26 de maio de 1966 – 2 de fevereiro de 2016) foi uma ativista e uma sobrevivente da agressão sexual da República Democrática do Congo.
Ela fundou Association des personnes Desherites Unies pour le Development (APDUD) e defende os direitos dos sobreviventes, incluindo crianças na região de Kivu do Sul da RDC.
Durante a Segunda Guerra do Congo em 1998, os atacantes mataram o marido de Katsuva e agredidas sexualmente dela e suas filhas, entre 9 e 13. Suas filhas ficaram grávidas como resultado dos ataques, e Katsuva e suas filhas foram forçados a deixar a sua casa depois de ser deserdado por parentes do marido. Katsuva foi estuprada quatro vezes por soldados e membros da milícia. Em janeiro de 2009, ex-insurgentes, recentemente integrados nas forças armadas Congo, estuprada Katsuva pela quarta vez. Os ex-insurgentes disseram que atacaram Katsuva porque ela os tinha acusado de agredir mulheres. Ela adotou 18 crianças, nascido de mães que foram abusadas sexualmente.
Em 1999, Katsuva fundou um centro d'ecoute, também conhecida como uma casa de audição, em sua casa na RDC, localizado em uma área isolada e conflituoso. Ela renomeou seu centro de Association des personnes Desherites Unies pour le Development (APDUD) em 2002. O centro funcionou como um abrigo para mulheres para se recuperar de atos violentos e fornece ajuda médica, e atualmente é composto por cerca de 50 casas para que as mulheres vivem. o centro de Katsuva está ajudando cerca de 180 mulheres. na última década, ela já ajudou mais de 6.000 sobreviventes de estupro.
Katsuva recebeu o Prêmio da Ginetta Sagan de 2010 para os Direitos da Mulher e Infantil da Anistia Internacional dos Estados Unidos, anunciou na reunião anual da organização em Nova Orleans, entre os dias 9 e11 de abril de 2010